# Leon Pabst
Leon Pabst (* 9. Juni 1991 in Heilbronn, Deutschland) ist ein deutscher ehemaliger Handballspieler.
Pabst begann mit dem Handballspielen beim TSV Weinsberg. Von 2007 bis 2011 spielte er für die Neckarsulmer Sport-Union. Von Neckarsulm wechselte Pabst zum Beginn der Saison 2011/12 zum Zweitligisten TV Bittenfeld, wo er bereits seit eineinhalb Jahren als Trainingsgast verkehrte. Zur Saison 2013/14 kündigte der TVB ein Zweitspielrecht für Pabst bei seinem Heimatverein TSV Weinsberg in der Oberliga an. Pabst wechselte jedoch im Sommer 2013 zum TSV Schmiden in die Württembergliga. 2016 wechselte Pabst zum TSV Neuhausen in die Oberliga. Es gelang 2016/17 der Aufstieg in die 3. Liga. 2020 beendete Pabst seine Karriere.
Pabst bekleidete die Position eines Kreisläufers.
Pabst hat eine Ausbildung zum Feinwerkmechaniker abgeschlossen.